# Autheuil-Authouillet
Pour les articles homonymes, voir Autheuil.
Ne pas confondre avec les communes d'Auteuil et d'Autouillet, dans les Yvelines, elles aussi voisines entre elles
Autheuil-Authouillet est une commune française située dans le département de l'Eure, en région Normandie.

## Géographie

### Localisation
Située à 10 kilomètres de Gaillon et à 15 kilomètres de Vernon.[réf. nécessaire]
|                                                          |                      | Saint-Aubin-sur-Gaillon               |
| Clef-Vallée-d'Eure (comm. dél. de Écardenville-sur-Eure) | Autheuil-Authouillet | Champenard Sainte-Colombe-près-Vernon |
| Saint-Vigor                                              | Fontaine-sous-Jouy   | Chambray                              |

### Voies de communication et transports

#### Transport ferroviaire
Autheuil-Authouillet fut desservie par la ligne de Saint-Georges-Motel à Grand-Quevilly.

### Hydrographie
La commune est située dans le bassin Seine-Normandie. Elle est drainée par l'Eure, le Ru, le ruisseau d'Autheuil, l'Eure et divers autres petits cours d'eau,.le fossé 01 de la Briqueterie et 
L'Eure, un canal, chenal et cours d'eau naturel non navigable d'une longueur de 229 km, prend sa source dans la commune de Longny les Villages et se jette  dans la Seine à Saint-Pierre-lès-Elbeuf, après avoir traversé 91 communes.Les caractéristiques hydrologiques de l'Eure sont données par la station hydrologique située sur la commune de Cailly-sur-Eure. Le débit moyen mensuel est de 17,6 m3/s. Le débit moyen journalier maximum est de 118 m3/s, atteint lors de la crue du 29 mars 2001. Le débit instantané maximal est quant à lui de 119 m3/s, atteint le même jour.

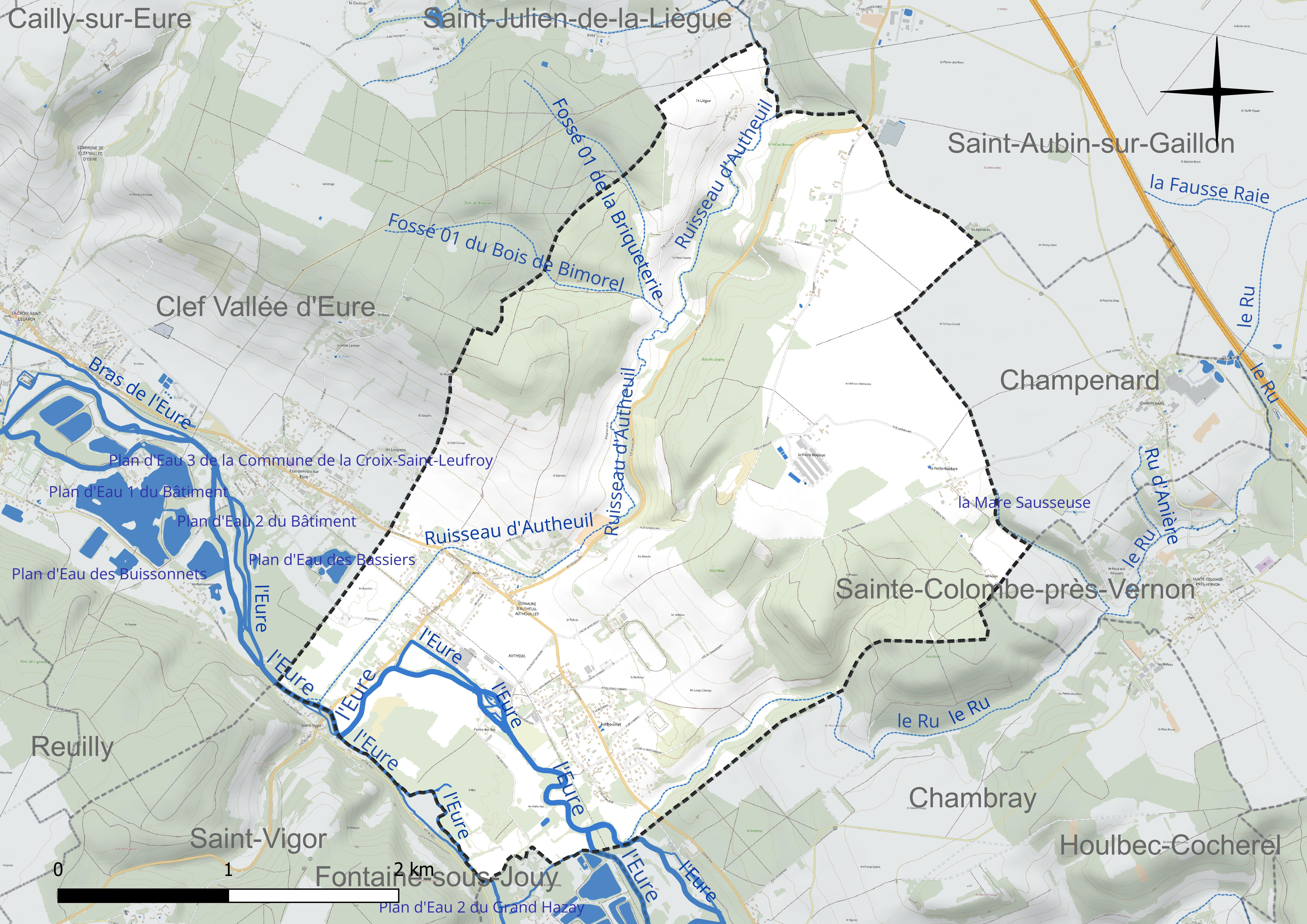
Réseau hydrographique d'Autheuil-Authouillet.

### Climat
Pour des articles plus généraux, voir Climat de la Normandie et Climat de l'Eure.
En 2010, le climat de la commune est de type climat océanique dégradé des plaines du Centre et du Nord, selon une étude du CNRS s'appuyant sur une série de données couvrant la période 1971-2000. En 2020, Météo-France publie une typologie des climats de la France métropolitaine dans laquelle la commune est exposée à un climat océanique et est dans une zone de transition entre les régions climatiques « Sud-ouest du bassin Parisien » et « Côtes de la Manche orientale ». Parallèlement le GIEC normand, un groupe régional d’experts sur le climat, différencie quant à lui, dans une étude de 2020, trois grands types de climats pour la région Normandie, nuancés à une échelle plus fine par les facteurs géographiques locaux. La commune est, selon ce zonage, exposée à un « climat des plateaux abrités », correspondant aux plaines agricoles de l’Eure, avec une pluviométrie beaucoup plus faible que dans la plaine de Caen en raison du double effet d’abri provoqué par les collines du Bocage normand et par celles qui s’étendent sur un axe du Pays d'Auge au Perche.
Pour la période 1971-2000, la température annuelle moyenne est de 10,8 °C, avec  une amplitude thermique annuelle de 14,2 °C. Le cumul annuel moyen de précipitations est de 711 mm, avec 11,6 jours de précipitations en janvier et 8 jours en juillet. Pour la période 1991-2020, la température moyenne annuelle observée sur la station météorologique la plus proche, située sur la commune de Huest à 8 km à vol d'oiseau, est de 11,2 °C et le cumul annuel moyen de précipitations est de 600,6 mm,. Pour l'avenir, les paramètres climatiques de la commune estimés pour 2050 selon différents scénarios d’émission de gaz à effet de serre sont consultables sur un site dédié publié par Météo-France en novembre 2022.

## Urbanisme

### Typologie
Au 1er janvier 2024, Autheuil-Authouillet est catégorisée bourg rural, selon la nouvelle grille communale de densité à 7 niveaux définie par l'Insee en 2022.
Elle est située hors unité urbaine. Par ailleurs la commune fait partie de l'aire d'attraction d'Évreux, dont elle est une commune de la couronne,. Cette aire, qui regroupe 108 communes, est catégorisée dans les aires de 50 000 à moins de 200 000 habitants,.

### Occupation des sols
L'occupation des sols de la commune, telle qu'elle ressort de la base de données européenne d’occupation biophysique des sols Corine Land Cover (CLC), est marquée par l'importance des territoires agricoles (58 % en 2018), en diminution par rapport à 1990 (60,3 %). La répartition détaillée en 2018 est la suivante : 
terres arables (42,1 %), forêts (32,5 %), prairies (16 %), zones urbanisées (9,4 %), eaux continentales (0,1 %). L'évolution de l’occupation des sols de la commune et de ses infrastructures peut être observée sur les différentes représentations cartographiques du territoire : la carte de Cassini (XVIIIe siècle), la carte d'état-major (1820-1866) et les cartes ou photos aériennes de l'IGN pour la période actuelle (1950 à aujourd'hui).

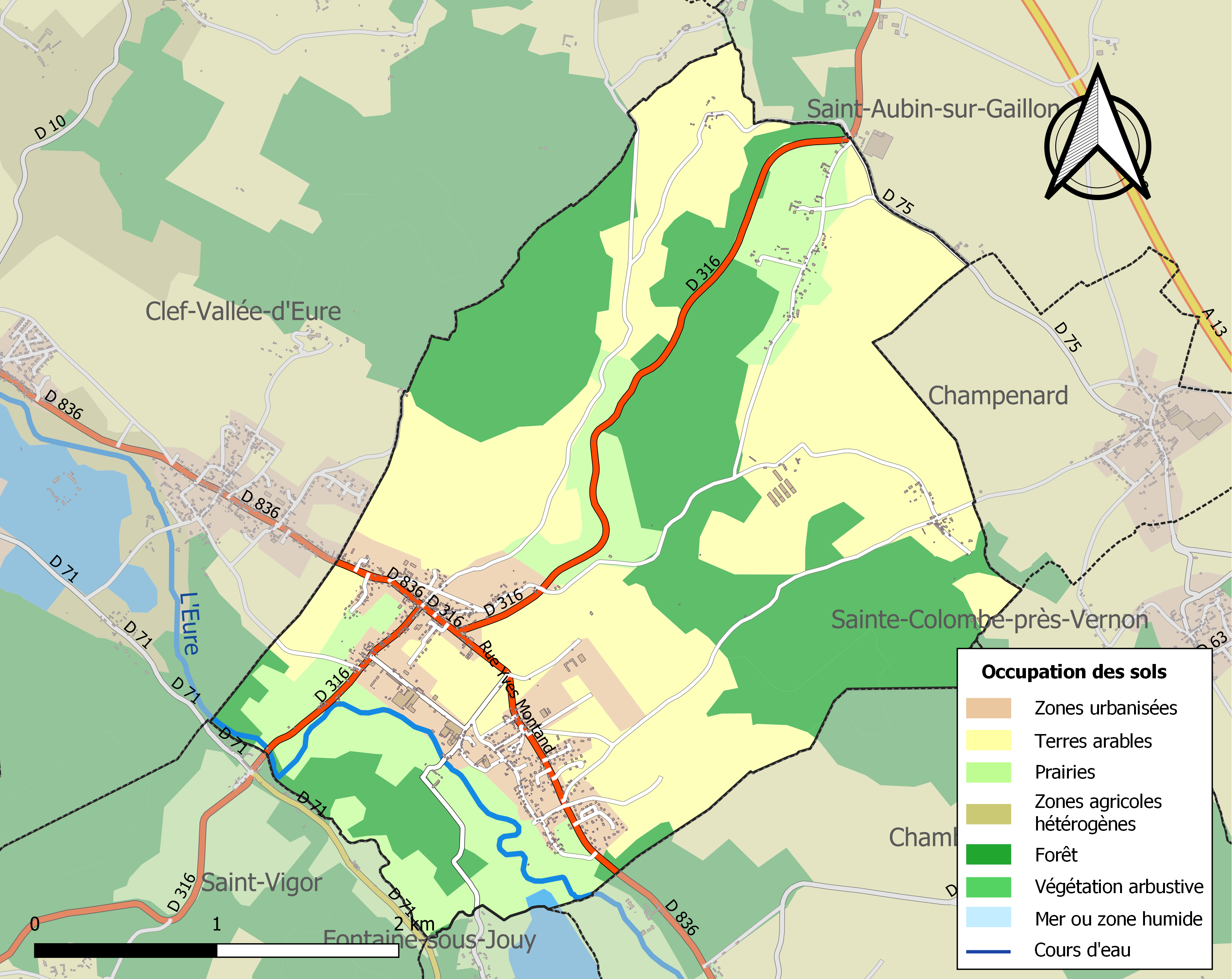
Carte des infrastructures et de l'occupation des sols de la commune en 2018 (CLC).

## Toponymie

### Autheuil
Autheuil est attesté sous les formes Autuil vers 1055 et 1067, Altolio entre 1055 et 1066. Altus (élevé) et ialos (clairière cultivée).
Une homonymie exacte existe avec d'autres communes françaises : voir Autheuil .

### Authouillet
Authouillet est attesté sous la forme Altuliolum en 1199, dans une bulle du pape Innocent III. Terminaison en ialum, d'après Auguste Vincent, a le sens d'espaces découvert (par rapport aux espaces couverts de forêts). Authouillet est le diminutif d'Autheuil.

### Nom de la commune actuelle
La commune a été formée par la fusion, en 1971, d'Autheuil et d'Authouillet. Celles-ci ne doivent pas être confondues avec les communes d'Auteuil et d'Autouillet, elles aussi voisines l'une de l'autre mais séparées et situées dans les Yvelines, à proximité de Thoiry.

## Histoire
À l'époque mérovingienne, les deux localités d'Autheuil et d'Authouillet appartenaient au pays de Madrie. Ce lieu s'étendait de La Croix-Saint-Leufroy jusqu'à Rolleboise, à cheval sur les anciens diocèses d'Évreux et de Chartres.
Le site a été occupé très tôt, des tombeaux de plâtre renfermant des ossements et des armes ont été retrouvés à Autheuil.
La charte de fondation de l'abbaye Saint-Sauveur d'Évreux, en 1060, donne Altolio pour Autheuil, et en 1199, dans une bulle du pape Innocent III, Altuliolum pour Authouillet. Cette terminaison en ialum, d'après Auguste Vincent, a le sens d'espaces découverts (par rapport aux espaces couverts de forêts).
En 1971, la commune actuelle est créée par la fusion des deux communes d'Autheuil et d'Authouillet.

## Politique et administration
| Période                                  | Période  | Identité              | Étiquette | Qualité  |
| ---------------------------------------- | -------- | --------------------- | --------- | -------- |
| avant 1904                               |          | Giblain               |           |          |
| Les données manquantes sont à compléter. |          |                       |           |          |
| mars 1983                                | 1989     | Annie Vogin-Goffinont |           |          |
| mars 1989                                | 2001     | Jean Dreux            |           |          |
| mars 2001                                | 2020     | Louis Gloton          | DVD       | Retraité |
| 2020                                     | En cours | Denis Noël            | S E       |          |
| Les données manquantes sont à compléter. |          |                       |           |          |

## Démographie
L'évolution du nombre d'habitants est connue à travers les recensements de la population effectués dans la commune depuis 1793. Pour les communes de moins de 10 000 habitants, une enquête de recensement portant sur toute la population est réalisée tous les cinq ans, les populations de référence des années intermédiaires étant quant à elles estimées par interpolation ou extrapolation. Pour la commune, le premier recensement exhaustif entrant dans le cadre du nouveau dispositif a été réalisé en 2007.

En 2022, la commune comptait 944 habitants, en évolution de −1,46 % par rapport à 2016 (Eure : −0,25 %, France hors Mayotte : +2,11 %).
| 1793 | 1800 | 1806 | 1821 | 1831 | 1836 | 1841 | 1846 | 1851 |
| ---- | ---- | ---- | ---- | ---- | ---- | ---- | ---- | ---- |
| 285  | 286  | 328  | 398  | 380  | 361  | 363  | 202  | 407  |

| 1856 | 1861 | 1866 | 1872 | 1876 | 1881 | 1886 | 1891 | 1896 |
| ---- | ---- | ---- | ---- | ---- | ---- | ---- | ---- | ---- |
| 427  | 420  | 363  | 360  | 328  | 356  | 366  | 362  | 366  |

| 1901 | 1906 | 1911 | 1921 | 1926 | 1931 | 1936 | 1946 | 1954 |
| ---- | ---- | ---- | ---- | ---- | ---- | ---- | ---- | ---- |
| 354  | 312  | 300  | 330  | 257  | 278  | 267  | 240  | 237  |

| 1962 | 1968 | 1975 | 1982 | 1990 | 1999 | 2006 | 2007 | 2012 |
| ---- | ---- | ---- | ---- | ---- | ---- | ---- | ---- | ---- |
| 290  | 277  | 580  | 683  | 737  | 765  | 828  | 837  | 922  |

| 2017 | 2022 | - | - | - | - | - | - | - |
| ---- | ---- | - | - | - | - | - | - | - |
| 958  | 944  | - | - | - | - | - | - | - |

## Culture locale et patrimoine

### Lieux et monuments
La commune compte un édifice classé au titre des monuments historiques :
- L'église Saint-André  Classé MH (1958) (XVe, XVIe et XVIIe)[32].

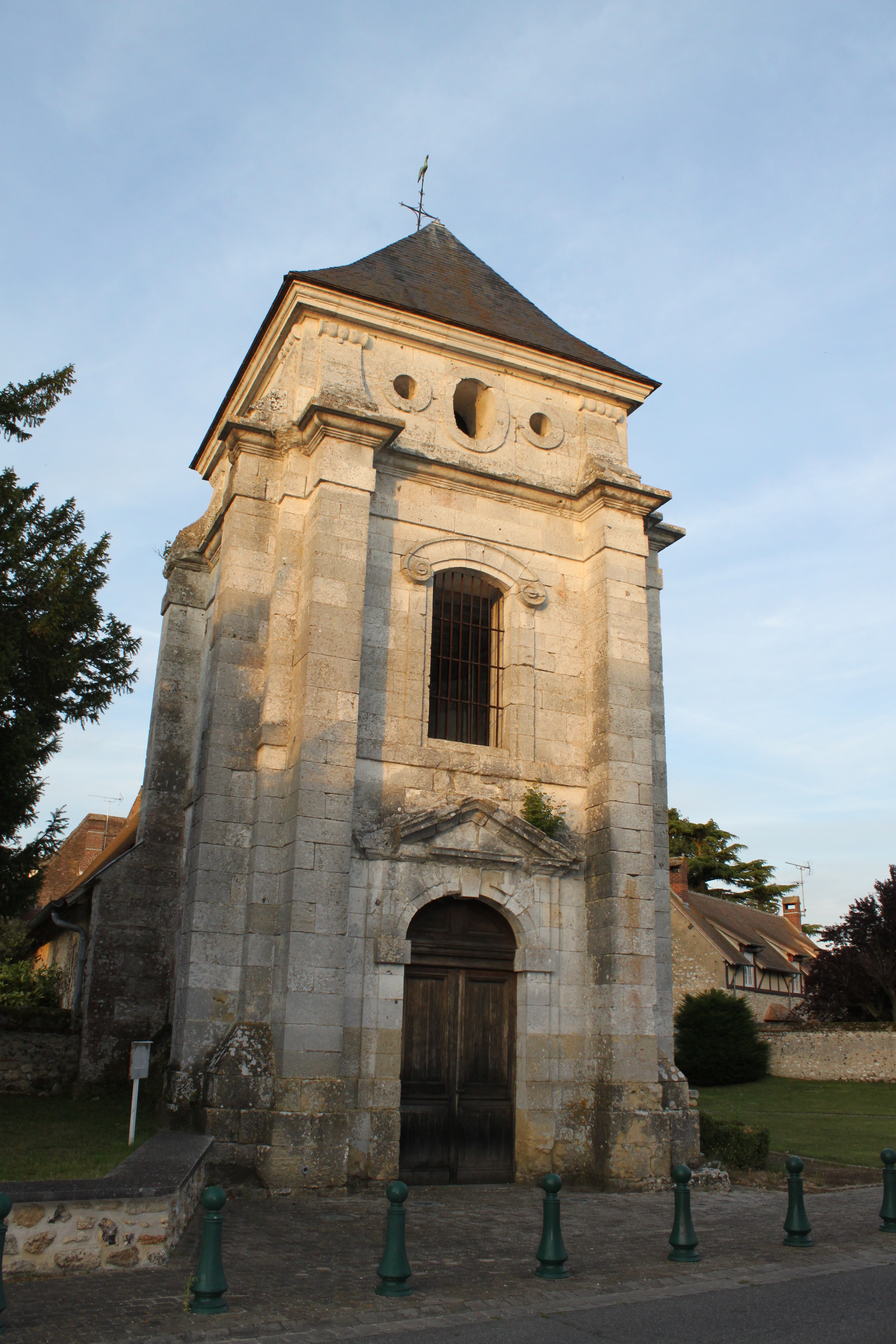
Clocher-tour de l'église Saint-André d'Authouillet.

Par ailleurs, plusieurs autres édifices sont inscrits à l'inventaire général du patrimoine culturel :
- le château de La Boulaie (disparu en 1830, victime de la Bande noire), des XVIe et XVIIIe siècles, au lieu-dit Autheuil[33] ; la baronnie de La Boulaie a été créée au bénéfice des ducs de La Force en 1588 . Turenne épouse le 2 août 1651[34] Charlotte de Caumont La Force, fille d'Armand Nompar de Caumont (1580-1675).
Jacques Nompar II de Caumont (1632-1699) y est mort, à la suite de la décision de Louis XIV qui l'y avait reclus à raison de son refus de conversion à la religion catholique . L'abbé Prévost (1697-1763) a été proche de Henri Jacques Nompar de Caumont, duc de La Force[35] ;
- la Grange, ancienne église Saint-Pierre (XVIIIe) au lieu-dit Autheuil[36] ;
- un moulin probablement du XVIIe siècle au lieu-dit Authouillet[37] ;
- une maison du XIXe siècle au lieu-dit Autheuil[38] ;
- quatre fermes : une du XVIIe siècle au lieu-dit Autheuil[39], une du XIXe siècle au lieu-dit la Petite Boulaye[40], une des XVIIIe et XIXe siècles au lieu-dit les Acres[41], une du XVIIIe siècle au lieu-dit la Haute Boulaye[42].

Il existait une chapelle, appelée Notre-Dame-de-la-Vallée, édifice aujourd'hui détruit.

### Personnalités liées à la commune
- Le réalisateur Jacques Becker et l'actrice Françoise Fabian se sont mariés à la mairie d'Autheuil (commune qui était alors séparée d'Authouillet) le 2 août 1958[44].
- Yves Montand (1921-1991), acteur et chanteur, et Simone Signoret (1921-1985), actrice oscarisée et césarisée, y possédaient une très grande propriété et maison de villégiature que le petit-fils de cette dernière, Benjamin Castaldi (né en 1970), appelait le Château[45], tandis que les Altoliens l'appellent encore parfois le Château Blanc. L'actrice rendue célèbre en 1952 par Casque d'Or (qui incidemment est un film de Jacques Becker, marié dans la commune, voir ci-dessus) est morte à Autheuil le 30 septembre 1985.

## Héraldique
| Blason de Autheuil-Authouillet | Blason  | Parti: au 1er de gueules à deux léopards d'or, armés et lampassés d'azur l'un au-dessus l'autre; au 2e d'argent à deux fasces ondées d'azur; au chef de sinople chargé de deux annelets entrelacés d'or. |
| Blason de Autheuil-Authouillet | Détails | - Les annelets symbolisent la fusion des deux communes d’Autheuil avec Authouillet en 1971. - Le sinople symbolise l’agriculture et les forêts. - Les fasces ondées évoquent l’Eure divisée en plusieurs bras, dont deux principaux. -Les deux léopards d'or représentent les armes de la Normandie. Adopté le 11 octobre 2021. |